# Лига мечты (программа реабилитации)
Лига мечты – программа реабилитации и социализации людей с ДЦП, аутизм, синдром Дауна, нарушениями зрения, слуха и другими ограниченными возможностями здоровья при помощи занятий горнолыжным спортом. АНО  «Лига мечты» — автономная некоммерческая организация «Программа комплексной реабилитации личности «Лига Мечты/Лыжи Мечты». Программа "Лыжи Мечты" была переименована в программу "Лига Мечты" в конце 2020-го года.

## История
Проект «Лыжи мечты» основан в 2014 году актёром и режиссёром Сергеем Белоголовцевым вместе с женой Натальей, которые до этого опробовали подобную методику на своём сыне Евгении в США. Обучение первой группы инструкторов по горнолыжному спорту провела Элизабет Фокс, исполнительный директор Национального спортивного центра для инвалидов (NSCD, USA).
Официальное открытие программы состоялось 26 января в горнолыжном клубе «Кант» в Москве. На мероприятии в качестве волонтеров выступили известные артисты и музыканты: Мария Голубкина, Олеся Судзиловская, Марат Башаров, Андрей Мерзликин, Егор Бероев, Камиль Ларин, Леонид Барац, Ирина Рахманова, Юлия Чичерина, Алексей Кортнев, группа «Ундервуд». Событие широко освещалось прессой
Первые девять детей в возрасте от 5 до 25 пяти лет с разными диагнозами и тяжестью заболеваний начали заниматься горными лыжами по индивидуальным методикам, с использованием специализированного оборудования на базе пяти горнолыжных центров Москвы и Подмосковья: «Кант», «Лата-Трэк», «Гая-Северина», «Лисья гора», «СНЕЖ.КОМ».
В период с января 2014 года по сентябрь 2015 года на горнолыжных курортах восьми регионов России (Московский регион, Иркутская область, Нижегородская область, Пермский край, Рязанская область, Сахалинская область, Челябинская область, Ярославская область) реабилитацию по программе «Лыжи мечты» прошло около тысячи инвалидов от 3 до 62 лет. 90 инструкторов по горнолыжному спорту прошли обучение по специализированному курсу подготовки к работе с инвалидами, организованному программой «Лыжи мечты» совместно с «Национальной Лигой инструкторов». Обучение проводится на основе оригинальной авторской методики программы «Лыжи мечты», которая утверждена ВНИИФК и Министерством спорта РФ. Все инструкторы, успешно прошедшие обучение, имеют сертификат государственного образца.
Активное участие в работе проекта принимают добровольцы. Программу «Лыжи мечты» поддержали многие знаменитости. Так, одну из тренировок посетили члены сборной страны по футболу Сергей Игнашевич, Денис Глушаков, Александр Кокорин, Владимир Габулов, Антон Шунин и Александр Самедов. На мероприятии, посвященном дню рождения проекта, вместе с детьми-инвалидами горнолыжную трассу проезжали артисты Анатолий Белый, Павел Кабанов, телеведущий Эрнест Мацкявичус, музыканты «Ундервуда» и «Браво», саксофонист Игорь Бутман. Проект «Лыжи мечты» также поддержал баскетболист Андрей Кириленко. В феврале 2015 года по инициативе Оксаны Бутман был организован благотворительный аукцион в поддержку программы «Лыжи мечты». Лоты аукциона - манекены, расписанные известными художниками и дизайнерами такими, как Кира Пластинина, Татьяна Парфёнова, Андрей Бартенев, Виктория Андреянова, Анастасия Немоляева, Андрей Шаров, Александр Виноградов и Владимир Дубосарский, Ирина Хакамада и Елена Макашова, Андрей Боровский, Даниил Фёдоров, Елена Крафт, Катя Филиппова, Владимир Славский были выставлены в ГУМе.
В планах компании развитие других методик адаптации, летние практики, футбол, скалолазание, альпинизм, водные виды спорта. По мнению Натальи Белоголовцевой, перспективной моделью развития программы «Лыжи мечты» может стать социальная франшиза, когда опробованная ими методика будет внедряться в других регионах и работать по лицензии.

## Деятельность
В рамках Программы «Лыжи мечты» на горнолыжных курортах, заключивших лицензионный договор с АНО «ЦСПА «Лыжи мечты Сергея Белоголовцева», организуются занятия по горнолыжному спорту для людей детским церебральным параличом, аутизмом, синдромом Дауна и другими ограниченными возможностями здоровья. В сезоне 2015-2016 Программа "Лыжи мечты" будет работать в Сочи в столице зимней Олимпиады - Красной Поляне, а также в Москве и Подмосковье, Архызе, Нижнем Новгороде, Миассе, Алтайском крае, Республике Алтай и других регионах России.

### Цели проекта
• создать возможность для эффективной реабилитации людей с проблемами здоровья с помощью горных лыж на каждом российском горнолыжном курорте;
• разработать и внедрить эффективные методики реабилитации и социализации, основанные на занятиях спортом (скалолазание, ролики и другие).

### Методика
Программа «Лыжи мечты» актуальна для всех категорий людей с врождённой и приобретённой инвалидностью практически любого возраста:
- ограничения опорно-двигательного аппарата (ДЦП), последствия травм спины, последствия черепно-мозговых травм, приведшие к полной или частичной дисфункции опорно-двигательного аппарата;
- ментальные заболевания и диагнозы – аутизм, синдром Дауна и другие;
- иные ограничения здоровья – нарушения зрения, слуха, слепоглухота.

Мозг и тело человека, поставленного в нестандартные условия, вынужденные одновременно выполнять большое количество новых заданий на непривычной скорости, с поразительной быстротой перестраиваются: улучшаются осанка и координация, увеличивается подвижность в суставах, сокращаются спастические симптомы, возрастает стойкость к простудным заболеваниям, повышается уверенность в своих силах и самооценка.
Ведущие реабилитационные учреждения России подтвердили эффективность программы «Лыжи мечты». С июля 2014 года в Научно-практическом центре детской психоневрологии под руководством главного детского реабилитолога РФ, президента Национальной Ассоциации экспертов по ДЦП Татьяны Батышевой проходят научные исследования, подтверждающие терапевтический эффект программы с точки зрения доказательной медицины. Эффективность занятий горными лыжами также отслеживают и подтверждают специалисты Научно-практического центра медико-социальной реабилитации инвалидов имени Л. И. Швецовой Департамента социальной защиты населения города Москвы.

## Отзывы
Татьяна Батышева, главный детский реабилитолог РФ, президент Национальной Ассоциации экспертов по ДЦП, директор Научно-практического центра детской психоневрологии: «Максим Юшин - первый ребёнок, которого мы обследовали перед началом занятий по программе «Лыжи мечты» - был неходячий. После десяти тренировок на новое обследование Максим сам вошёл в мой кабинет с мамой за руку. С точки зрения доказательной медицины метод реабилитации с помощью горных лыж бесспорно эффективен, это подтверждает научный проект, который проходит в нашем НПЦ детской психоневрологии.»
Светлана Воловец, доктор медицинских наук и директор Научно-практического центра медико-социальной реабилитации инвалидов имени Л. И. Швецовой, считает программу «Лыж мечты» эффективной: «После тренировок у нас прошли обследование 30 человек, и у всех без исключения была отмечена положительная динамика в восстановлении двигательной активности. Но я бы не советовала ограничиваться одним курсом. Тренировки должны быть постоянными, для людей с инвалидностью это должно стать стилем жизни».